# Szemely, Baranya
Szemely (în croată Semelj) este un sat în districtul Pécs, județul Baranya, Ungaria, având o populație de 438 de locuitori (2011).

## Demografie
Componența etnică a satului Szemely
     Maghiari (79,34%)
     Croați (16,57%)
     Germani (2,53%)
     Alții (1,56%)
Componența confesională a satului Szemely
     Fără religie (34,7%)
     Reformați (2,74%)
     Atei (1,14%)
     Necunoscută (61,42%)
     Alte religii (4,11%)
Conform recensământului din 2011, satul Szemely avea 438 de locuitori. Din punct de vedere etnic, majoritatea locuitorilor (79,34%) erau maghiari, existând și minorități de croați (16,57%) și germani (2,53%). Nu există o religie majoritară, locuitorii fiind persoane fără religie (34,7%), reformați (2,74%) și atei (1,14%). Pentru 61,42% din locuitori nu este cunoscută apartenența confesională.